# Omarcevo, Sliven
Omarcevo (în bulgară Омарчево) este un sat în comuna Nova Zagora, regiunea Sliven,  Bulgaria. 

## Demografie
Componența etnică a satului Omarcevo
     Bulgari (78,43%)
     Turci (6,73%)
     Romi (1,07%)
     Nicio identificare (13,74%)
La recensământul din 2011, populația satului Omarcevo era de 371 locuitori. Din punct de vedere etnic, majoritatea locuitorilor (78,43%) erau bulgari, existând și minorități de turci (6,73%) și romi (1,07%). Pentru 13,74% din locuitori nu este cunoscută apartenența etnică.